# Giancarlo Devasini
Giancarlo Devasini (Torino, 1964) è un imprenditore, medico e miliardario italiano, direttore finanziario di Bitfinex, una piattaforma di scambio di criptovalute, e fondatore nel 2014 di Tether, una moneta digitale che ha rivoluzionato il mondo delle criptovalute in quanto, a differenza del Bitcoin, è ancorata ad un asset (molto spesso il dollaro statunitense) in grado di garantire una certa stabilità. Tanto da essere definita una "stablecoin". Prima di dedicarsi alla finanza, Devasini è stato per due anni un chirurgo plastico.
Secondo Forbes, il suo patrimonio è stimato nel 2025 in 22,4 miliardi di dollari, rendendolo il terzo uomo più ricco d'Italia.

## Biografia
Torinese di nascita, Giancarlo Devasini si è laureato nel 1990 in medicina all'Università di Milano, quindi ha iniziato l'attività di chirurgo estetico. Due anni dopo ha lasciato, fornendo come spiegazione la sensazione di frustrazione avuta in seguito all'episodio di una paziente che desiderava ridursi il seno "anche se le stava perfettamente", la sensazione che "tutto il mio lavoro sembrava una truffa, l’approfittarsi dei capricci delle persone”. Ha voltato completamente pagina dedicandosi all'elettronica e creando varie aziende specializzate nella distribuzione di componenti per computer. Ha avviato anche un’attività di consegna di cibo a domicilio, chiamata Delitzia, che presentava un blog di cibo biologico. Nel novembre 2009 Devasini appare in un video su Internet mentre prepara un risotto all’ortica sul suo balcone di casa, indossando una camicia bianca e con un grande gnomo da giardino sul tavolo.
Ci sono comunque delle difficoltà. Nel 2007 l’impero commerciale di Devasini ha un fatturato di soli 12 milioni di euro. Come emerge dal bilancio 2007 di una società capogruppo, Solo, le società controllate Acme, Compass e Freshbit erano state svalutate fino a un valore minimo di 1 euro. Nel febbraio 2008, un terribile incendio nel magazzino e negli uffici di Devasini ha inferto un colpo mortale all’azienda. A giugno dello stesso anno, l’attività principale del gruppo, Solo, è stata messa in liquidazione. Nel corso dei suoi quasi vent’anni di vendita di materiale informatico, Devasini ha iniziato a utilizzare l’account Skype “merlinmagoo” e lo pseudonimo “Merlin” in molta della sua corrispondenza. Addirittura nel 2010 uno dei suoi collaboratori lo ha chiamato "Mr Merlin".
Ci sono anche problemi legali. Dopo risolto una controversia di contraffazione con Microsoft per circa 65.000 dollari, nel 2007 Toshiba intentò una causa contro Acme, un’altra delle sue società, per violazione di brevetti relativi ai requisiti del formato DVD. Una delle sue aziende, Alcosto, ha acquistato 1.575 chip di memoria da un’azienda del Regno Unito nel 2006: dieci anni dopo, nel 2016, nell’ambito di una truffa di missing-trader, un tribunale fiscale britannico ha stabilito che la transazione era una delle numerose “collegate a perdite fiscali fraudolente” in un caso non collegato a Devasini. A un’altra sua azienda, la Perpetual Action Group, una società monegasca, nel marzo 2010 è stato vietato di utilizzare Tradeloop, un mercato online di vecchi prodotti elettronici. Un mese prima, nel febbraio 2010, un cliente americano aveva espresso preoccupazioni sui chip di memoria acquistati da PAG, del costo di 2.000 dollari. L’acquirente ha dichiarato: “Una scatola era piena di un grosso blocco di legno”. Poi fu chiarito che Devasini aveva venduto PAG nel 2008, e che in seguito non aveva avuto più legami con l'azienda, chiusa nel 2009.

### Nel mondo delle criptovalute: la fondazione di Bitfinex (2012) e Tether (2014)
Nel 2012, a poco più di 40 anni, scopre il mondo delle criptovalute, che avrebbe cambiato il corso della sua vita. All'epoca era un mondo ancora molto selvaggio, un vero far west finanziario incontrollato. Fonda quell'anno Bitfinex, che diventerà un importante exchange di criptovalute. Due anni dopo, nel settembre 2014, fonda Tether, una stablecoin, ossia una criptovaluta il cui valore è legato ad altri beni. Con uffici in Svizzera, Italia e Costa Azzurra, i documenti societari mostrano l’isola africana di São Tomé e Príncipe come sua sede. Alla nascita di Tether Holdings Ltd. partecipa anche Brock Pierce, un imprenditore di lunga data che nel film The Mighty Ducks ha interpretato un giovane giocatore di hockey. Pierce era considerato un esperto del settore: prima dell'avvento del Bitcoin, aveva una società (Internet Gaming Entertainment) che si occupava di valuta digitale proveniente dai videogiochi ed in seguito era stata gestita per un periodo da Steve Bannon, in seguito capo stratega della Casa Bianca. Nel 2014, Pierce aveva inoltre co-fondato Realcoin, che cercava di creare una criptovaluta più stabile, agganciata e sostenuta dal dollaro, e quindi aveva lasciato Tether. Tre anni dopo, nel 2017, ha avuto colloqui per riacquistare parte della sua partecipazione in Tether. I dirigenti di Tether hanno discusso di come i legami di Pierce con Bannon potessero avvantaggiare la società. Devasini ha posto il veto, come risulta dalle e-mail. Un fondo di venture capital gestito da Blockchain Capital, un'azienda co-fondata da Pierce, alla fine ha acquistato una piccola quota di Tether.
Alla nascita di Tether partecipa anche Paolo Ardoino, un informatico originario della provincia di Savona. Secondo Forbes, Devasini e Ardoino ("la mente e il tecnico") possiedono il 47% e il 20% di Tether.  La potenziale minaccia di Tether alla stabilità finanziaria è stata comunque sollevata più volte dalle autorità statunitensi. Il procuratore generale di New York, Letitia James, ha dichiarato che Tether in passato ha mentito sulle sue riserve e ha definito Devasini e colleghi “individui senza licenza e non regolamentati (…) che si muovono negli angoli più oscuri del sistema finanziario”. Ad un certo punto, il procuratore generale James ha scoperto che oltre l’85% del contante di Tether era conservato in un conto bancario di Bitfinex, descritto come un “credito” nei confronti della società sorella. La parte restante era conservata in un conto a nome del consulente generale, Stuart Hoegner. Il presidente della Federal Reserve Bank di Boston, Eric Rosengren, ha affermato: “In effetti, si tratta di un fondo primario molto rischioso”. I fondi primari consentono agli investitori di prelevare denaro quando vogliono e sono per lo più investiti in debito societario. Secondo Crypto Compare, Tether è utilizzato in circa la metà di tutte le transazioni in criptovaluta, il che ha contribuito al forte aumento del prezzo del bitcoin.
Devasini si descrive come “un tipo riservato”. Quindi tutto il contrario dello stereotipo che vede un imprenditore bitcoin "sfacciato e provocatorio". Può apparire anche una figura misteriosa agli occhi degli osservatori esterni: Stuart Hoegner, consigliere generale delle società con sede in Canada, sostiene: “È una questione di stile”. Ed è la figura centrale di Bitfinex e Tether (nonostante Ardoino), anche se amministratore delegato delle due iniziative risulta Jean-Louis van der Velde, un olandese che ha vissuto molto in Asia e si fa chiamare anche "Jan Ludovicus van der Velde", mentre Stuart Hoegner occupa il ruolo di consulente legale. Anche loro due miliardari: Hoegner ha un patrimonio di 2,5 miliardi di dollari e van der Velde di 3,9 miliardi.
Nel 2021 Devasini ha dovuto pagare 18 milioni alla Procura di New York in un accordo extra-giudiziale per presunti conflitti d’interesse.